# Sharpie 12 m2
Pour les articles homonymes, voir Sharpie.

Dessin d'un Sharpie 12 m2

Le Sharpie 12 m² est la premiere classe de voilier dériveur monotype construit en Allemagne où régnaient avec succès les séries à restrictions (axées sur les surfaces véliques). Dessiné en 1931 par Kröger, il est choisi comme dériveur à 2 équipiers pour les Jeux olympiques de Melbourne en 1956. Il a été remplacé par le Flying Dutchman aux Jeux de 1960.

## Historique
Le sharpie est un bateau de travail à fond plat originaire du Connecticut, utilisé par les ostréiculteurs au XIXe siècle. Naviguant à la voile et à l'aviron, de faible tirant d'eau, muni d'une dérive et d'une coque à bouchains vifs, le sharpie de New Haven en est un exemple typique. Ce type de voilier de pêche, gréé avec un ou deux mâts catboat non haubanés à trois emplantures, est repris en Europe sous la même dénomination de « sharpie » ou parfois de « scharpie » en allemand (où les deux noms sont utilisés).
En 1930, alors qu'en Allemagne pullulent les très belles séries à restrictions dont l'origine remonte au peintre impressionniste Gustave Caillebotte (avec les 30 m2 du CVP), la fédération allemande se tourne pour la première fois vers la monotypie. Après un concours de plans, comme pour l'Olympia Jolle, le plan de Kröger sera choisi sur les 37 proposés.
La fédération allemande de voile (Deutsche Segler-Verband, DSV) publie dans la revue Die Yacht, dans son no 48 du 29 novembre 1930, les spécifications d'un nouveau dériveur monotype bon-marché à 2 équipiers, dénommé 12-qm-Scharpieklasse, ou Scharpiejolle - Einheitklasse von 12 qm SegelFläche, c'est-à-dire d'un dériveur monotype de type Sharpie de 12 m2 de voilure. Les spécifications sont précises aussi bien sur les dimensions que l'échantillonnage des matériaux.
Le prix de vente devant être compris entre 600 et 700 RM. Les bateaux devant être prêts pour la Seglertage 1931.
Dans le no 51, de 1930, Die Yacht présente un projet de Herr Marinebaurat a D. Wustrau, basé sur le cahier des charges de la DSV, agrémenté d'une critique quant à la précipitation de la décision (il doit être prêt en 1931), la nouvelle mode pour les monotypes, la position du Sharpie 12 m2 parmi les bateaux existants, le choix d'une coque primitive de type sharpie, le côté bon marché etc. Il entre en effet en concurrence avec le 10 m2 Rennejolle de 6,80 m.
Dans le no 46 de novembre 1931, elle présente un essai du nouveau monotype Sharpie 12 m2, qui utilise le dériveur comme un bateau de camping : Mit der Scharpie-Einheitjolle durch Mecklenburg. La revue est bien loin de l'usage de dériveur de régate prévu par la fédération. Dans le no 4 de 1932, la revue recense l'intérêt porté au bateau dans les autres pays européens et les commandes enregistrées.
La carrière du Sharpie 12 m2 est lancée, malgré les réticences. Il s'implantera aussi en Australie et verra son apogée aux Jeux olympiques de Melbourne en 1956, comme dériveur à 2 équipiers. Mais, au cours de ces JO disputés par vent et mer forte (moyenne 5 Beaufort et 4 m de creux) il déstabilisera bien des équipages qui, après avoir dessalé, ne pourront pas redresser rapidement leur bateau trop lourd (320 kg), trop vieillot (pas de caissons étanches) et trop puissant (17 m2 de voilure réelle au près), d'après Roger Tiriau, représentant la France aux JO[réf. souhaitée].
Le Sharpie 12 m2, toujours construit en bois massif mais aussi en matériaux modernes et pratiqué par les passionnés de bateaux puissants a donné naissance au Sharpie australien (Australian Sharpie), cousin du Flying Dutchman.

## Autres voiliers de compétition portant le nom de «Sharpie»
(ou de Scharpie en allemand)

### Sharpie 9 m2
Ce bateau, gréé en catboat, avec seulement une grand-voile, et mesurant juste 5 m, soit 1 m de moins que le Sharpie 12 m2, a été principalement pratiqué en France. Il s'est vu concurrencé par le Finn pour les régates internationales en solitaire.
Le Sharpie 9 m2 a été lancé au Cercle de la voile de Paris, à Meulan en 1938, sur un plan de Staempfli remanié par Jean-Jacques Herbulot.

### Sharpie 11 m2
Dessiné aussi par Pierre Staempfli, ce Sharpie reprend les formes du 9 m2 (nettement améliorées par Herbulot) pour 5,50 m de long et un gréement de sloop avec grand-voile entièrement lattée. Moins de 400 unités construites toutes, semble-t-il, en France.

### Sharpie australien
Bien qu'ayant presque la même forme de coque que le Sharpie 12 m2, il est nettement plus léger, plus voilé, gréé en bermudien et autorise un trapèze pour l'un des trois équipiers.
Le Sharpie australien — Australian Sharpie — est un Sharpie léger également appelé Lightweight Sharpie qui est né en Australie après les Jeux olympiques de Melbourne de 1956.
Cette classe de Sharpie est un développement réalisé en Australie-Occidentale par les frères Addisson à partir du Sharpie 12 m2, toujours fabriqué en bois massif, le Sharpie lourd, l'ancêtre, le Heavyweight Sharpie.
Le Sharpie australien est pratiqué dans tous les états australiens sous l'autorité de l'Australian Sharpie Sailing Association. Ce dériveur léger, dont les performances sont comparables au Flying Dutchman, ou au 505, a une grand-voile entièrement lattée (les lattes allant de la chute au guindant le long du mât).
L'histoire du Sharpie en Australie est racontée (en anglais) avec précision par Doug Hogg.

## Autres dériveurs conçus en 1931
- Aux États-Unis : le Snipe
- En France : le Caneton Brix